# Storia di Kiev
Kiev è la più grande città e capitale dell'Ucraina, nonché capitale storica della Rus' di Kiev. Kiev celebra ufficialmente il suo anno di fondazione nel 482 d.C., ma la città potrebbe essere stata istituita 2000 anni fa. L'archeologia fa risalire il sito del più antico insediamento conosciuto nell'area a 25.000 anni a.C.
La leggenda afferma che tre fratelli, Kij, Šček e Choriv, e la loro sorella Lybid, fondarono la città. Kiev prende quindi il nome da Kij, il fratello maggiore. Il secolo esatto di fondazione della città non è stato determinato. La leggenda narra che sant'Andrea (morto nel 60/70 d.C.) profetizzò l'emergere di una grande città nella posizione futura di Kiev: sarebbe rimasto affascinato dalla posizione spettacolare sulle rive collinari del fiume Dnepr. Si pensa che la città sia esistita già nel VI secolo, inizialmente come insediamento slavo. Acquisendo gradualmente importanza come centro della civiltà slava orientale, Kiev raggiunse la sua età dell'oro come centro della Rus' di Kiev nel X-XII secolo.
La sua importanza politica, ma non culturale, declinò drasticamente quando, nel 1169, fu saccheggiata dalle truppe di Andrej Bogoljubskij; la città vecchia fu distrutta e la capitale si trasferì a Vladimir. Tutto ciò fu seguito da numerosi saccheggi di Kiev da parte dei principi della Rus' fino a quando la città fu completamente distrutta durante l'invasione mongola del 1240.
Nei secoli successivi la città funzionò come capoluogo di provincia di marginale importanza alla periferia dei territori controllati dai suoi potenti vicini: il Granducato di Lituania, poi diventato la Confederazione polacco-lituana, e lo Zarato russo che divenne poi l'Impero russo. Città cristiana dal 988, svolse ancora un ruolo importante nel preservare le tradizioni del cristianesimo ortodosso, soprattutto nei periodi di dominazione della cattolica Polonia e in seguito dell'atea Unione Sovietica.
Kiev prosperò di nuovo durante la rivoluzione industriale russa alla fine del XIX secolo. Nel turbolento periodo successivo alla rivoluzione russa del 1917, la città, preda di numerosi conflitti, servì come capitale a diversi stati ucraini di breve durata. Dal 1921 la città entrò a far parte dell'Unione Sovietica, e dal 1934 fu capitale dell'Ucraina sovietica. Nella seconda guerra mondiale la città fu nuovamente distrutta, quasi completamente, ma si riprese rapidamente negli anni del dopoguerra, diventando la terza città più importante dell'Unione Sovietica e capitale della seconda repubblica sovietica più popolosa. Oggi è capitale dell'Ucraina, indipendente dal 1991 in seguito allo scioglimento dell'Unione Sovietica.

## Dalla Rus' di Kiev all'invasione mongola

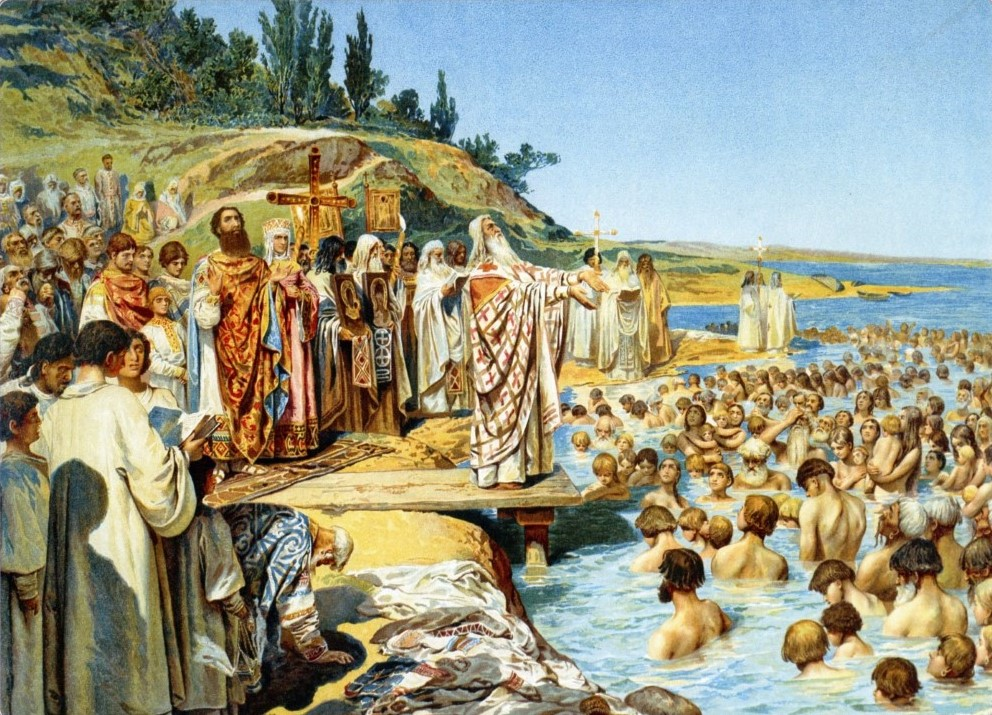
Il battesimo dei kievani, dipinto di Klavdij Lebedev.

Secondo alcuni storici ucraini (come Kanyhin e Tkaczuk), la menzione che Tolomeo fa di Metropolis, una città sarmata sul fiume Dnepr, dimostrerebbe che Kiev esisteva già nell'antichità. 
Secondo una leggenda, gli slavi orientali fondarono Kiev nel V secolo. La leggenda di Kij, Šček e Choriv narra di una famiglia capostipite composta da un capo tribù slavo, chiamato Kij, che con i suoi fratelli minori Šček, Choriv e la sorella Lybid, fondò la città. Kiev (in ucraino Київ?) è traducibile come "appartenente a Kij" o "luogo di Kij". L'epoca non leggendaria della fondazione della città è più difficile da accertare. Nella zona esisteva un insediamento slavo dalla fine del V secolo, che poi si sviluppò in città.
Alcuni storici occidentali (ad esempio Kevin Alan Brook) ipotizzano che la città sia stata fondata da cazari o magiari. Brook ipotizza che Kiev sia un toponimo turco (Küi = riva del fiume + ev = insediamento). Tuttavia, la Cronaca degli anni passati (principale fonte di informazioni sulla storia antica dell'area) menziona gli slavi di Kiev che raccontano ad Askold e Dir che vivevano senza un sovrano locale e rendevano omaggio ai cazari, un evento riferibile al IX secolo. Brook crede che durante l'VIII e il IX secolo la città abbia funzionato come avamposto dell'impero cazaro. Per difendere l'area fu costruita una fortezza collinare, chiamata Sambat (in antico turco "alto luogo").
Quali che fossero le precise circostanze e la data della sua fondazione, la città costituiva un punto nodale su importanti ed antiche rotte commerciali, collocandosi vicino alla confluenza dei sistemi fluviali del Dnepr e del Desna. Il Dnepr divenne la via standard tra la Scandinavia e l'Impero bizantino, mentre il Desna diede all'area un accesso via acqua (tramite portages) ai bacini del Don e dell'Oka-Volga.
Secondo la Cronaca di Hustyn, Askold e Dir governarono il Khaganato di Rus' almeno nell'842. Erano principi variaghi, probabilmente di origine svedese, ma non Rjurikidi. Secondo gli Annali di San Bertino (Annales Bertiniani) dell'anno 839, Ludovico il Pio, imperatore del Sacro Romano Impero, giunse alla conclusione che il popolo chiamato Rhos (qui se, id est gentem suum, Rhos vocari dicebant) appartenesse alla gens degli svedesi (eos gentis esse Sueonum).
Secondo la Cronaca degli anni passati, Oleg di Novgorod (Helgi di Holmgard) conquistò la città nell'882. Fu parente di Rjurik, un capo pagano variago. La data fornita per la conquista della città da parte di Oleg nella cronaca incerta e alcuni storici, come Omeljan Pricak e Constantin Zuckerman, contestano questo racconto e sostengono che il governo cazaro continuò fino agli anni '20.
Dalla presa della città da parte di Oleg fino al 1169, Kiev funzionò come capitale della Rus' di Kiev, governata dalla dinastia variago-rjurikide che gradualmente divenne slava. I Gran Principi avevano il primato tradizionale sugli altri governanti del luogo e il principato di Kiev rappresentava un premio prezioso in un sistema intra-dinastico. Nel 968 la città resistette all'assedio dei nomadi Peceneghi. Nel 988, per ordine del Gran Principe Vladimir I (San Vladimir o Volodymyr), i residenti della città accettarono il battesimo in massa nel fiume Dnepr, un evento che simboleggiava il battesimo della Rus' di Kiev al cristianesimo ortodosso. La città raggiunse l'apice della sua posizione - la sua età dell'oro politica e culturale - a metà dell'XI secolo sotto il figlio di Vladimir, Jaroslav I di Kiev (Gran Principe dal 1019 al 1054). Nonostante il Grande Scisma del cristianesimo, la chiesa di Kiev mantenne buoni rapporti con Roma (si noti ad esempio la richiesta del principe Izjaslav I a papa Gregorio VII di estendere alla Rus' di Kiev "il patrocinio di San Pietro", che il papa gli accordò inviando a Izjaslav una corona da Roma nel 1075).
In seguito alla frammentazione del sistema politico della Rus' di Kiev, emerse il Principato di Kiev. Gli anni successivi videro le rivalità dei principi della dinastia sempre più in competizione tra loro e l'indebolimento dell'influenza politica di Kiev, sebbene la città prevalse temporaneamente dopo la sconfitta di Polack nella battaglia sul fiume Nemiga (1067) che portò anche all'incendio di Minsk. Nel 1146 il successivo vescovo ruteno, Clemente di Smolensk, fu nominato metropolita di Kiev e di tutta la Rus'. Nel 1169 Andrej di Suzdal' inviò un esercito contro Mstislav II e Kiev. Guidato da uno dei suoi figli, era composto dalle forze di altri undici principi, che rappresentavano tre dei rami principali della dinastia rjurikide contro il quarto, gli Izjaslavidi di Volinia. Gli alleati furono vittoriosi e saccheggiarono la città per tre giorni. Lasciarono la città vecchia e la sala del principe in rovina, e presero molti pezzi di opere d'arte religiose - inclusa l'icona Theotokos di Vladimir - dalla vicina Vyšhorod. Bogoljubskij stabilì la capitale a Vladimir. Perse Kiev cinque anni dopo.
Nel 1203 il principe Rurik Rostislavič espugnò e bruciò Kiev. Nel 1230 diversi principi della Rus' assediarono e devastarono la città più volte. Quindi le forze mongolo-tatari guidate da Batu Khan assediarono e poi distrussero completamente la città il 6 dicembre 1240.

## Orda d'Oro
Nel periodo tra il 1241 e il 1362, i principi di Kiev, sia i rjurikidi che i lituani, furono costretti ad accettare la sovranità mongolo-tatara. Nel 1245 Petro Akerovic (di origine rutena), metropolita di Kiev, partecipò al Concilio di Lione I, dove informò l'Europa cattolica della minaccia mongolo-tatara. Nel 1299, il metropolita di Kiev, Massimo (di origine greca), trasferì la sede vescovile da Kiev a Vladimir, mantenendo il titolo. Dal 1320 la città fu sede di un nuovo vescovato cattolico, quando Enrico, un frate domenicano, fu nominato primo vescovo missionario di Kiev. All'inizio degli anni 1320, un esercito lituano guidato dal granduca Gediminas sconfisse un esercito slavo guidato da Stanislav di Kiev nella battaglia del fiume Irpin', conquistando la città. I tartari, che rivendicarono anche Kiev, si vendicarono nel 1324–1325, quindi mentre la città era governata da un principe lituano, il quale dovette rendere omaggio all'Orda d'oro.

## Granducato di Lituania
Kiev divenne parte del Granducato di Lituania dopo la battaglia delle Acque Blu nel 1362, quando Algirdas, Granduca di Lituania, sconfisse un esercito dell'Orda d'Oro. Durante il periodo tra il 1362 e il 1471, la città fu governata da principi lituani di diverse famiglie. Per ordine di Casimiro IV di Polonia, il Principato di Kiev fu abolito e nel 1471 sorse il Voivodato di Kiev. Lo statista lituano Martynas Goštautas fu nominato primo voivoda di Kiev lo stesso anno; la sua nomina fu accolta in modo ostile della gente locale.
La città fu spesso attaccata dai tatari di Crimea e nel 1482 fu nuovamente distrutta dal Khan di Crimea Meñli I Giray. Nonostante il suo ridotto significato politico, la città svolse comunque un ruolo importante come sede del metropolita ortodosso locale. A partire dal 1494, tuttavia, l'autonomia locale della città (diritto di Magdeburgo) aumentò gradualmente grazie ad una serie di atti dei granduchi lituani e dei re polacchi, finalizzati ad uno statuto concesso da Sigismondo I il Vecchio nel 1516.
Kiev aveva una comunità ebraica di una certa importanza all'inizio del XVI secolo. Il tollerante Sigismondo II Augusto di Polonia concesse eguali diritti agli ebrei della città, sulla base del fatto che pagavano le stesse tasse dei borghesi di Podil.

## Regno di Polonia

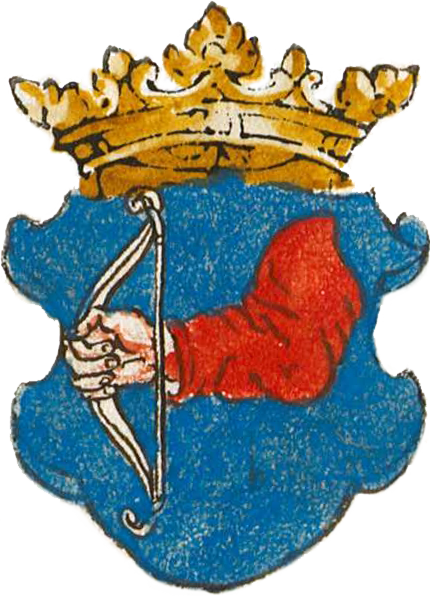
Stemma di Kiev nel XVI secolo.

Nel 1569, sotto l'Unione di Lublino che formò la Confederazione polacco-lituana, Kiev con altri territori ucraini fu trasferita alla Corona del Regno di Polonia e divenne capitale del Voivodato di Kiev. Il suo ruolo di centro ortodosso si rafforzò grazie all'espansione del cattolicesimo sotto il dominio polacco. Nel 1632, Pietro Mogila, metropolita ortodosso di Kiev e della Galizia, fondò l'Accademia Kiev-Mohyla, un'istituzione educativa volta a preservare e sviluppare la cultura ucraina e la fede ortodossa nonostante l'oppressione cattolica polacca. Sebbene governata dalla chiesa, l'Accademia forniva agli studenti standard educativi vicini alle università dell'Europa occidentale (compresa la formazione multilingue) e divenne il principale centro educativo, sia religioso che laico.
Nel 1648 i cosacchi di Bohdan Chmel'nyc'kyj entrarono trionfalmente in città nel corso di una storica rivolta stabilendo il governo del loro etmanato cosacco nella città. Il Sič di Zaporižžja ebbe uno status speciale all'interno dell'entità politica appena formata. La completa sovranità dell'etmanato non durò a lungo poiché la confederazione polacco-lituana si rifiutò di riconoscerlo e riprese le ostilità. Nel gennaio 1654 Chmel'nyc'kyj decise di firmare il trattato di Perejaslav con lo Zarato di Russia per ottenere un appoggio militare contro la corona polacca. Tuttavia, nel novembre 1656 i moscoviti conclusero la tregua di Vilna con la confederazione polacco-lituana, che fu approvato da Bohdan Chmel'nyc'kyj. Dopo la morte dell'atamano, in un'atmosfera di aspri conflitti, il suo successore divenne Ivan Vjhovskij che firmò il trattato di Hadjač. Fu ratificato dalla Corona in una versione limitata. Secondo l'intenzione originale di Vjhovskij, Kiev doveva diventare la capitale del Granducato di Rutenia sulla base di diritti federati limitati all'interno della Confederazione polacco-lituano-rutena. Tuttavia, questa parte del Trattato fu rimossa durante la ratifica. Nel frattempo, l'avversario di Vjhovskij, Yuri Chmelnjtskj, firmò il Secondo Trattato di Perejaslav nell'ottobre 1659 con un rappresentante dello zar russo.

## Impero russo
Il 31 gennaio 1667 si concluse la tregua di Andrusovo, in cui la Confederazione polacco-lituana cedette Smolensk, la Severia e Černihiv e, sulla carta solo per un periodo di due anni, la città di Kiev allo Zarato di Russia. Il trattato di Pace Eterna del 1686 riconobbe lo status quo e mise la città sotto il controllo della Russia per i secoli a venire. Kiev perse lentamente la sua autonomia, che fu infine abolita nel 1775 dall'imperatrice Caterina la Grande. Nessuno dei trattati polacco-russi riguardanti la città fu mai ratificato.
Nel 1834 fu fondata nella città l'Università di San Vladimir. Il poeta ucraino Taras Ševčenko collaborò con il dipartimento di geografia come ricercatore sul campo ed editore. Tuttavia, il diritto di Magdeburgo esistette a Kiev fino a quell'anno, quando fu abolito dal decreto dello zar Nicola I di Russia il 23 dicembre 1834. 

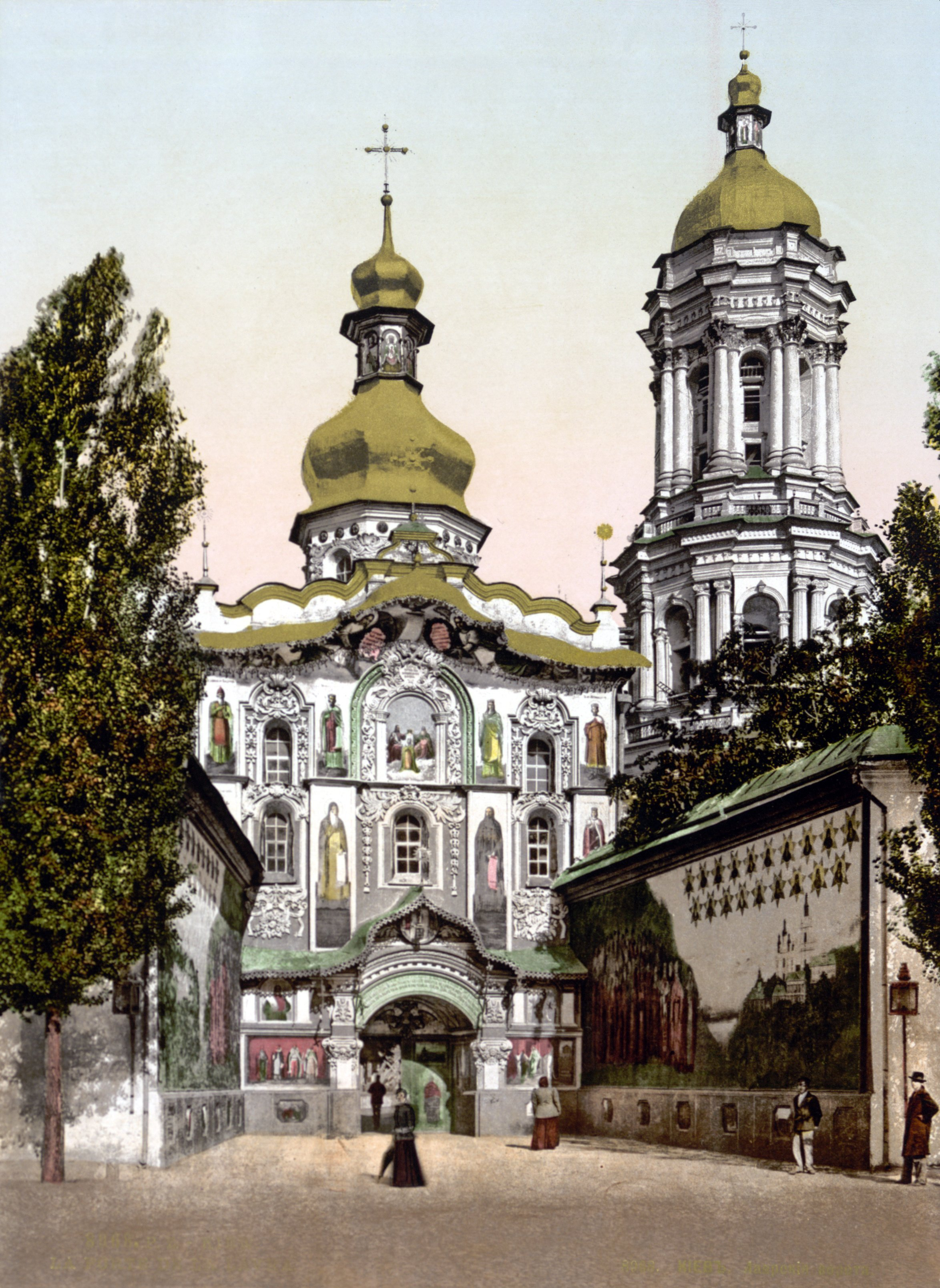
I cancelli al Monastero delle Grotte negli anni 1890.

I polacchi continuarono a svolgere un ruolo importante anche dopo che Kiev e la regione circostante non fecero più parte della Polonia. Nel 1812 c'erano oltre 43.000 nobili polacchi nella provincia di Kiev, rispetto ai circa 1.000 nobili russi. Tipicamente i nobili trascorrevano i loro inverni in città, dove tenevano balli e fiere. Fino alla metà del XVIII secolo Kiev era di cultura polacca, sebbene i polacchi costituissero non più del dieci per cento della popolazione della città e il 25% dei suoi elettori. Durante gli anni '30 dell'Ottocento il polacco era la lingua del sistema educativo di Kiev e, fino a quando l'iscrizione polacca all'università di San Vladimir non fu limitata negli anni '60 dell'Ottocento, i polacchi costituivano la maggior parte del corpo studentesco dell'istituzione. La cancellazione da parte del governo russo dell'autonomia della città e la sua collocazione sotto il governo di burocrati nominati da San Pietroburgo fu in gran parte motivata dal timore di un'insurrezione polacca nella città. Le fabbriche e i negozi di Varsavia avevano filiali a Kiev. Józef Zawadzki, fondatore della borsa di Kiev, fu sindaco della città negli anni novanta dell'Ottocento. I polacchi che vivevano in città tendevano ad essere amichevoli nei confronti del movimento nazionale ucraino in città e alcuni prendevano parte alle organizzazioni ucraine. In effetti, molti dei nobili polacchi più poveri divennero ucraini nella lingua e nella cultura e questi ucraini di origine polacca costituirono un elemento importante del crescente movimento nazionale ucraino. Kiev servì come punto d'incontro in cui tali attivisti si incontrarono con i discendenti filo-ucraini degli ufficiali cosacchi della riva sinistra. Molti di loro avrebbero lasciato la città per la campagna circostante per cercare di diffondere le idee ucraine tra i contadini.
Secondo il censimento russo del 1874, su 127.251 persone che vivevano a Kiev, 38.553 (39%) parlavano "piccolo russo" (la lingua ucraina), 12.917 (11%) parlavano yiddish, 9.736 (10%) parlavano il grande russo, 7.863 (6%) parlavano polacco e 2.583 (2%) parlavano tedesco. 48.437 (49%) dei residenti della città furono elencati come parlanti "generalmente russo". Queste persone erano tipicamente ucraini e polacchi che parlavano abbastanza russo da essere considerati di lingua russa.
Dalla fine del XVIII secolo fino alla fine del XIX secolo, la vita cittadina fu sempre più dominata dalle preoccupazioni militari ed ecclesiastiche russe. Le istituzioni della Chiesa ortodossa russa costituivano una parte significativa delle infrastrutture e delle attività commerciali della città in quel momento. Nell'inverno 1845-1846, lo storico Nikolaj Ivanovič Kostomarov fondò una società politica segreta, la Confraternita dei santi Cirillo e Metodio, i cui membri proponevano l'idea di una federazione di slavi liberi con gli ucraini come gruppo distinto piuttosto che come parte della nazione russa. L'ideologia della Confraternità era una sintesi dei programmi di tre movimenti: autonomisti ucraini, democratici polacchi e decabristi russi in Ucraina. La società fu rapidamente soppressa dalle autorità zariste nel marzo-aprile 1847.
In seguito alla graduale perdita dell'autonomia dell'Ucraina e alla soppressione delle culture locali ucraina e polacca, Kiev conobbe una crescente russificazione nel XIX secolo per mezzo della migrazione russa, azioni amministrative (come la circolare Valuev del 1863) e modernizzazione sociale. All'inizio del XX secolo, la città era dominata dalla popolazione di lingua russa, mentre le classi inferiori conservavano la cultura popolare ucraina in misura significativa. Secondo il censimento del 1897, delle circa 240.000 persone della città, circa il 56% della popolazione parlava la lingua russa, il 23% parlava la lingua ucraina, il 12,5% parlava yiddish, il 7% parlava polacco e l'1% parlava la lingua bielorussa. Nonostante il predominio culturale russo nella città, gli entusiasti tra nobili, militari e mercanti di etnia ucraina fecero tentativi ricorrenti per preservare la cultura nativa nella città (mediante stampe clandestine di libri, teatro amatoriale, studi popolari ecc.).

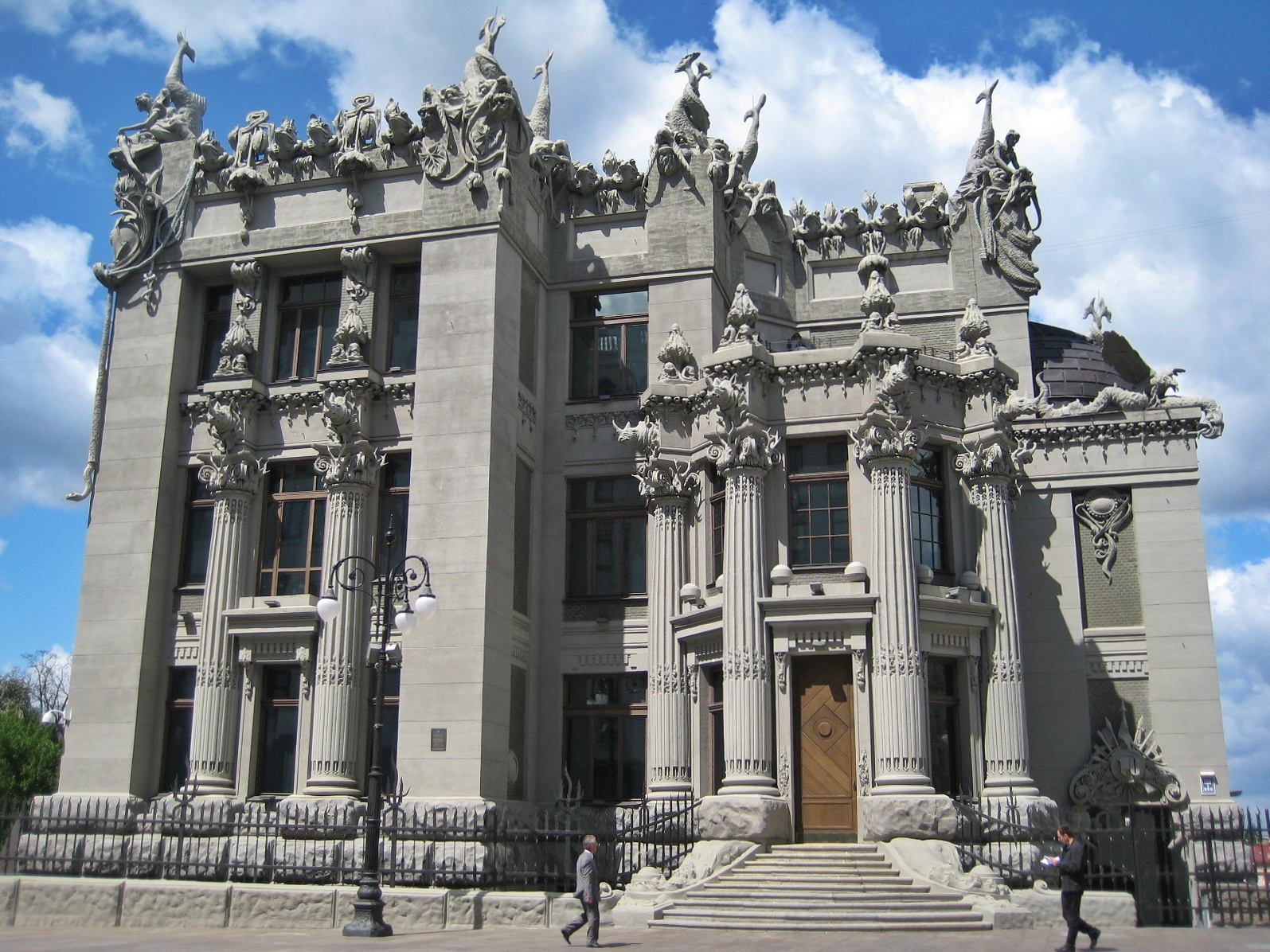
Casa delle Chimere, costruita nel 1902 dall'architetto polacco Władysław Horodecki

Durante la rivoluzione industriale russa alla fine del XIX secolo, Kiev divenne un importante centro commerciale e di trasporto dell'Impero russo, specializzato nell'esportazione di zucchero e grano su ferrovia e sul fiume Dnepr. Nel 1900 la città diventò anche un importante centro industriale, con una popolazione di 250.000 abitanti. I punti di riferimento di quel periodo includevano l'infrastruttura ferroviaria, la fondazione di numerose strutture educative e culturali, nonché notevoli monumenti architettonici (per lo più orientati ai mercanti, ad es. la Sinagoga Brods'kyj).
A quel tempo, una grande comunità ebraica emerse in città, sviluppando la propria cultura ed interessi commerciali. Ciò fu stimolato dal divieto di insediamenti ebraici nella Russia vera e propria (Mosca e San Pietroburgo), così come più a est. Espulsi da Kiev nel 1654, gli ebrei probabilmente non poterono più stabilirsi in città fino all'inizio degli anni Novanta del Settecento. Il 2 dicembre 1827 Nicola I di Russia espulse dalla città settecento ebrei. Nel 1836, la Zona di residenza bandì anche gli ebrei da Kiev, isolando i distretti della città dalla popolazione ebraica. Così, a metà del secolo, i mercanti ebrei che venivano alle fiere in città potevano rimanere fino a sei mesi. Nel 1881 e nel 1905, i famigerati pogrom in città provocarono la morte di circa 100 ebrei.
Lo sviluppo dell'aviazione (sia militare che amatoriale) divenne un altro notevole segno di distinzione di Kiev all'inizio del XX secolo. Figure di spicco dell'aviazione di quel periodo includono Pyotr Nesterov (pioniere dell'acrobazia aerea) e Igor Sikorsky, entrambi originari della città. Il primo elicottero al mondo fu costruito e testato a Kiev da Sikorsky e nel 1892 fu fondata la prima linea di tram elettrico dell'Impero russo nel Principato di Kiev.

## Indipendenza e Guerra civile

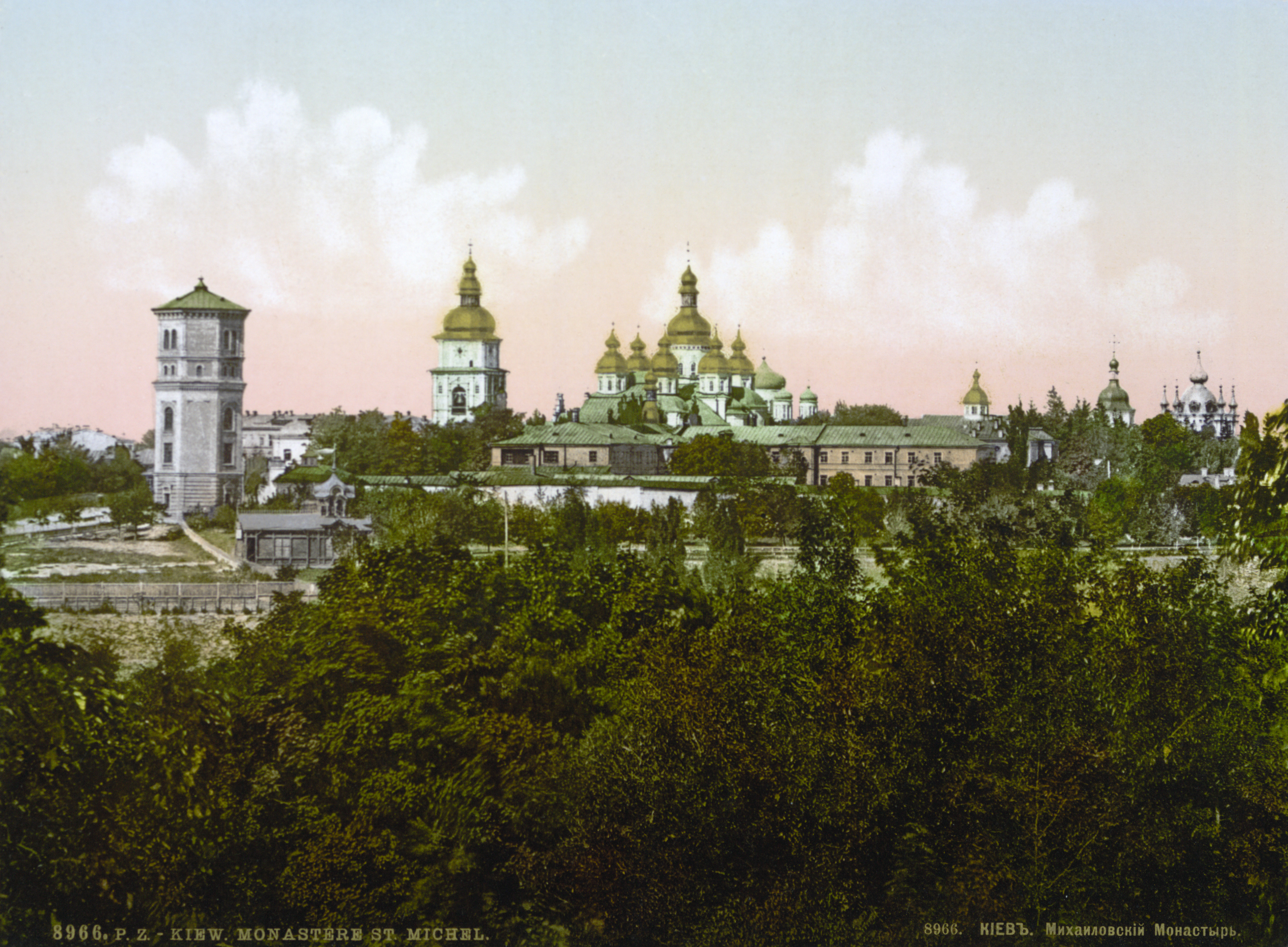
Monastero di San Michele, nel centro cittadino, c. 1890–1905.

Nel 1917, la Central'na Rada, un corpo di auto-governo ucraino guidato dallo storico Mychajlo Serhijovyč Hruševs'kyj, fu istituito in città. Più tardi, nello stesso anno, fu dichiarato l'autonomia di Kiev. Durante il periodo di potere duale, questo corpo politico entrò in competizione per autorità con l'Armata russa leale prima al Governo provvisorio russo e poi ai bolscevichi.
Il 7 novembre 1917 fu istituita la Repubblica Popolare Ucraina con capitale a Kiev. Durante questo breve periodo di indipendenza, la città conobbe una crescita sia politica che culturale. Il nuovo governo istituì un'Accademia delle Scienze nonché teatri e biblioteche in lingua ucraina.
In seguito, la città divenne teatro di guerra durante le struggenti e sanguinose lotte tra i governi russo, ucraino e polacco al tempo della Rivoluzione d'ottobre, della Guerra sovietico-ucraina, della Guerra polacco-ucraina e della Guerra sovietico-polacca.

## Repubblica socialista sovietica ucraina
Dopo la fine della "rivolta di gennaio" del 29 gennaio 1918, le guardie rosse bolsceviche presero la città nella Assalto di Kiev, costringendo la Central'na Rada a fuggire a Žytomyr. I bolscevichi stabilirono Charkiv come capitale della Repubblica sovietica ucraina. A marzo, la città fu occupata dall'esercito imperiale tedesco secondo i termini del Trattato di Brest-Litovsk.
Con il ritiro delle truppe tedesche dopo la fine della prima guerra mondiale, un'Ucraina indipendente fu dichiarata nella capitale sotto Symon Petljura. Fu quindi brevemente occupata dagli eserciti bianchi prima che i sovietici riprendessero il controllo nel 1920. Nel maggio 1920, durante la guerra russo-polacca fu brevemente presa dall'esercito polacco ma furono cacciati dall'Armata Rossa.
Dopo la formazione della SSR ucraina nel 1922, Charkiv fu dichiarata capitale. Kiev, essendo un importante centro industriale, continuò a crescere. Nel 1925 i primi autobus pubblici circolavano nelle strade cittadine e dieci anni dopo furono introdotti i primi filobus. Nel 1927 le aree suburbane di Darnycja, Lanky, Čokolivka e Mykils'ka Slobidka furono incluse nella città. Nel 1932, la città divenne il centro amministrativo della neonata Oblast' di Kiev. 

### Anni 1930
Negli anni '30 la città soffrì terribilmente la carestia e la stalinizzazione. Nel 1932-1933, la popolazione della città, come la maggior parte degli altri territori ucraini, soffrì l'Holodomor. A Kiev, pane e altri prodotti alimentari venivano distribuiti ai lavoratori tramite tessere alimentari secondo la norma quotidiana, ma anche con le tessere, il pane risultava in quantità limitate e i cittadini stavano tutta la notte in fila per ottenerlo.
Nel 1934 la capitale della SSR ucraina fu trasferita da Charkiv a Kiev. L'obiettivo era modellare una nuova utopia del proletariato basata sui progetti di Stalin. L'architettura della città fu rinnovata, ma un impatto molto maggiore sulla popolazione si ebbe con la politica sociale sovietica, che comportò epurazioni su larga scala, coercizione e rapido movimento verso il totalitarismo in cui il dissenso e le organizzazioni non comuniste non erano tollerate.
Negli anni '30 il processo di distruzione di chiese e monumenti, iniziato negli anni '20, raggiunse la svolta più drammatica. Chiese e strutture vecchie di centinaia di anni, come il Monastero dorato di San Michele e la Fontana di Sansone, furono demolite. Altri, come la Cattedrale di Santa Sofia, furono confiscati. La popolazione della città continuò ad aumentare principalmente a causa dei migranti. La migrazione cambiò la demografia della città passando dalla parità russo-ucraina alla prevalenza ucraina, sebbene il russo sia rimasto la lingua dominante.
Negli anni '30, gli abitanti della città soffrirono anche a causa della controversa politica sovietica del tempo. Mentre si incoraggiavano gli ucraini delle classi inferiori a perseguire una carriera e sviluppare la loro cultura, il regime comunista iniziò presto una dura oppressione della libertà politica, dell'autonomia e della religione dell'Ucraina. In città furono organizzati processi politici ricorrenti per epurare i "nazionalisti ucraini", le "spie occidentali" e gli oppositori di Stalin all'interno del partito bolscevico. Durante questo periodo, numerose chiese storiche furono distrutte o vandalizzate e il clero represso.
Alla fine degli anni '30 a Kiev iniziarono le esecuzioni di massa clandestine. Migliaia di residenti della città (per lo più intellettuali e attivisti di partito) furono arrestati nella notte, sottoposti velocemente alla corte marziale, fucilati e sepolti in fosse comuni. I principali luoghi di esecuzione erano i Babi Yar e la foresta di Bykivnia. Decine di migliaia furono condannati nei campi dei Gulag. Allo stesso tempo, l'economia della città continuò a crescere, seguendo la politica di industrializzazione di Stalin.

## Seconda guerra mondiale
Durante la seconda guera mondiale, la Germania nazista occupò la città il 19 settembre 1941 (vedi Battaglia di Kiev). Nel complesso, la battaglia si rivelò disastrosa per la parte sovietica, ma ritardò in modo significativo l'avanzata tedesca. Il ritardo consentì anche l'evacuazione di tutte le imprese industriali significative da Kiev verso le parti centrali e orientali dell'Unione Sovietica, lontano dalle ostilità, dove svolsero un ruolo importante nell'armare l'Armata Rossa.
Prima dell'evacuazione, l'Armata Rossa piazzò più di diecimila mine in tutta la città, controllate da detonatori senza fili. Il 24 settembre, quando gli invasori tedeschi arrivarono in città, le mine furono fatte esplodere, provocando il crollo di molti dei principali edifici e incendiando la città per cinque giorni. Più di mille tedeschi furono uccisi.

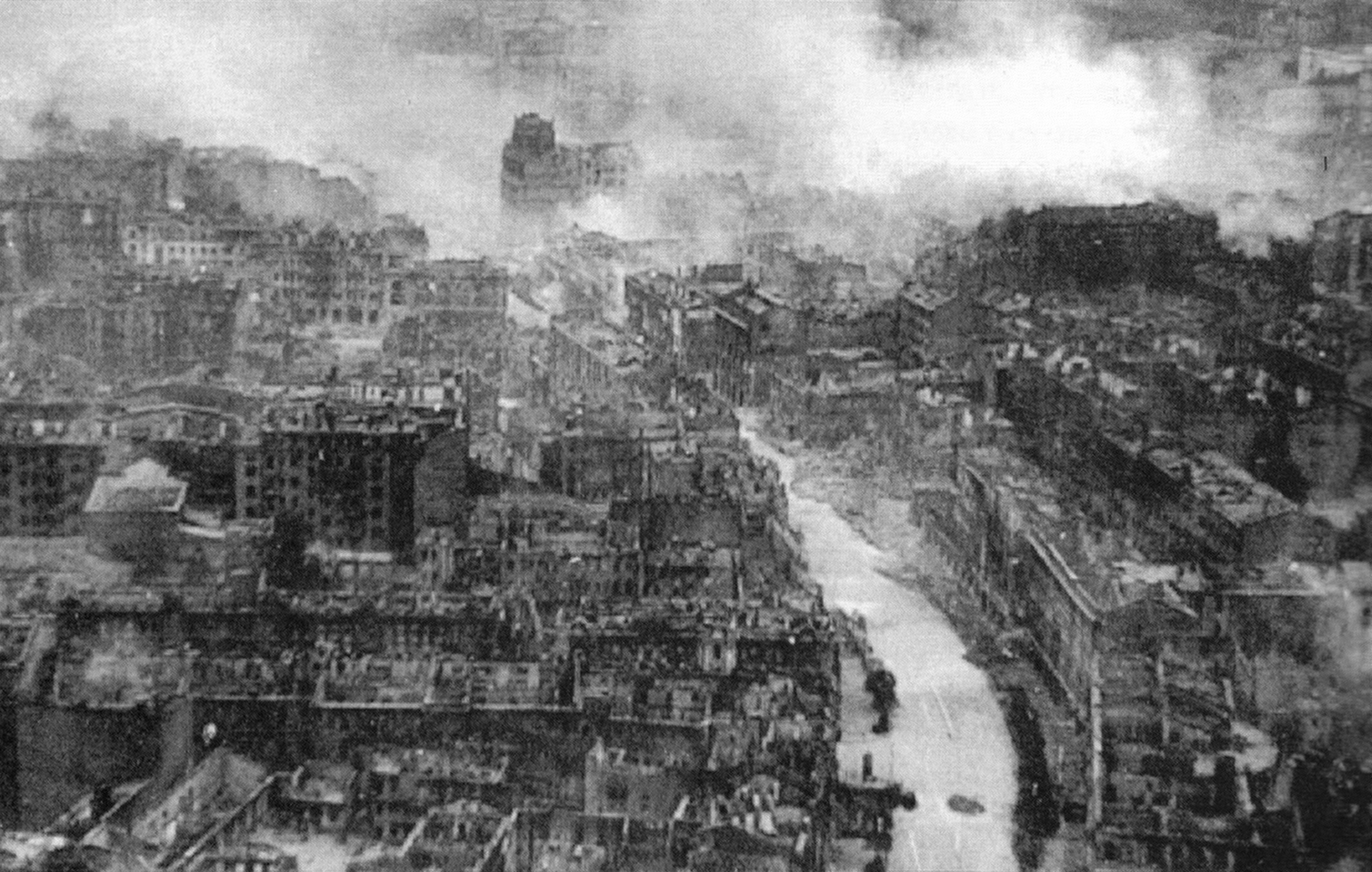
Kiev, così come appariva durante la seconda guerra mondiale.

Babij Jar, località di Kiev, divenne il luogo di uno dei più efferati crimini di guerra nazisti della seconda guerra mondiale. Durante due giorni del settembre 1941, almeno 33.771 ebrei di Kiev e dei suoi sobborghi furono massacrati a Babij Jar dalle SS Einsatzgruppen, secondo i loro stessi rapporti. Babij Jar fu teatro di ulteriori omicidi di massa di cittadini sovietici catturati negli anni successivi, inclusi ucraini, rom, prigionieri di guerra e chiunque fosse sospettato di aiutare il movimento di resistenza, forse fino a 60.000 persone in più.
Nello Hungerplan preparato in vista dell'invasione nazista dell'Unione Sovietica, con l'obiettivo di garantire ai tedeschi la priorità sulle scorte alimentari a spese di tutti gli altri, gli abitanti della città furono definiti "mangiatori superflui" e per questo motivo li vennero tagliate le scorte alimentari. Fortunatamente per gli abitanti delle città, questa parte dello Hungerplan non fu mai completamente realizzato.
Fino alla liberazione dall'occupazione nazista fu attiva una resistenza clandestina rapidamente instaurata dai patrioti locali. Durante la guerra, la città fu pesantemente bombardata, soprattutto all'inizio della guerra, e molti monumenti architettonici furono distrutti.
Mentre l'intera Ucraina era un "commissariato del [Terzo] Reich", sotto il Reichskommissar nazista Erich Koch, la regione che circonda Kiew (come i tedeschi chiamano la città) fu uno dei sei "distretti generali" subordinati sotto il Generalkommissar Waldemar Magunia.
La città fu liberata dall'Armata Rossa il 6 novembre 1943. Per il suo ruolo durante la guerra la città ricevette in seguito il titolo di Città eroina.

## Secondo dopoguerra
Nonostante la fine della guerra, dal 4 al 7 settembre 1945 si verificò un pogrom antisemita in cui circa cento ebrei furono malmenati, di cui trentasei ricoverati in ospedale e cinque morirono per le ferite riportate.

### Dagli anni 1950 agli anni 1990
Il dopoguerra a Kiev fu un periodo di rapida crescita socio-economica e di pacificazione politica. La corsa agli armamenti della Guerra Fredda causò la creazione di un potente complesso tecnologico in città, specializzato in aerospaziale, microelettronica e ottica di precisione. Decine di aziende industriali furono create impiegando personale altamente qualificato. Le scienze e la tecnologia divennero le tematiche principali della vita intellettuale della città. Decine di istituti di ricerca in vari campi formarono l'Accademia delle scienze della SSR ucraina.

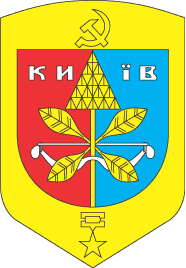
Stemma di Kiev in epoca sovietica.

La città divenne anche un importante centro militare dell'Unione Sovietica. Qui furono fondate più di una dozzina di scuole e accademie militari, specializzate anche nella guerra ad alta tecnologia. Ciò creò una forte domanda di forza lavoro che causò la migrazione dalle aree rurali sia dell'Ucraina che della Russia. Furono costruiti ampi sobborghi e un'ampia infrastruttura di trasporto per accogliere la popolazione in crescita. Tuttavia, molti edifici e boschetti di tipo rurale sono sopravvissuti sulle colline della città, creando l'immagine di Kiev come una delle città più verdi del mondo.
La città crebbe enormemente negli anni '50 e '80. Alcuni significativi successi urbani di questo periodo includono l'istituzione della metropolitana, la costruzione di nuovi ponti fluviali (che collegano la città vecchia con i sobborghi della riva sinistra) e l'aeroporto Boryspil' (il secondo, poi diventato aeroporto internazionale della città).
L'oppressione sistematica degli intellettuali filo-ucraini, soprannominati "nazionalisti", fu effettuata nell'ambito della campagna di propaganda contro il nazionalismo ucraino che minacciava lo stile di vita sovietico. In senso culturale segnò una nuova ondata di russificazione negli anni '70, quando le università e le strutture di ricerca furono gradualmente e segretamente scoraggiate dall'usare la lingua ucraina. Il passaggio alla lingua russa, oltre a scegliere di mandare i bambini nelle scuole russe, divenne un espediente per l'avanzamento scolastico e professionale.
Ogni tentativo di contestare il dominio sovietico fu duramente represso, soprattutto riguardo alla democrazia, all'autogoverno della RSS ucraina e ai problemi etnico-religiosi. Furono organizzate ripetutamente campagne contro il "nazionalismo borghese ucraino" e "l'influenza occidentale" nelle istituzioni educative e scientifiche di Kiev. A causa delle limitate prospettive di carriera a Kiev, Mosca divenne la destinazione di vita preferita per molti kieviani (e ucraini in generale), specialmente per artisti e altri intellettuali creativi. Decine di celebrità dello spettacolo della Russia moderna sono nate a Kiev.
Negli anni '70 e successivamente tra gli anni '80 e '90, a seguito di un permesso speciale dal governo sovietico, una parte significativa degli ebrei della città emigrò in Israele e in Occidente.
L'incidente di Chernobyl del 1986 influenzò enormemente la vita cittadina, sia dal punto di vista ambientale che socio-politico. Alcune zone della città furono inquinate da polveri radioattive. Tuttavia, gli abitanti di Kiev non furono né informati della reale minaccia dell'incidente, né riconosciuti come vittime. Inoltre, il 1º maggio 1986 (pochi giorni dopo l'incidente), i leader locali del PCUS ordinarono ai cittadini di Kiev (compresi centinaia di bambini) di prendere parte a una parata civile di massa nel centro della città, "per prevenire il panico". Successivamente, migliaia di rifugiati provenienti dalla zona dell'incidente furono reinsediati a Kiev.

## Ucraina indipendente

### Capitale di una nazione indipendente
Dopo 57 anni come capitale della Repubblica Socialista Sovietica Ucraina all'interno dell'Unione Sovietica, la città divenne la capitale dell'Ucraina indipendente nel 1991.
La città fu teatro delle proteste di massa note come Euromaidan in occasione delle elezioni presidenziali in Ucraina del 2014 da parte dei sostenitori del candidato d'opposizione Viktor Juščenko a partire dal 22 novembre 2004 in Piazza Indipendenza. Si svolsero anche controproteste molto più contenute a favore di Viktor Janukovyč.
La città ospitò l'Eurovision Song Contest 2005 il 19 e 21 maggio nel Palazzo dello Sport e l'Eurovision Song Contest 2017 tra il 9 e il 13 maggio presso il Centro espositivo internazionale.
Fino al 2012, il sindaco della città fu Leonid Černovec'kyj. Nel 2014 Vitalij Klyčko, ex pugile professionista, è diventato sindaco della città.